# 黒川結衣
 結衣（ ゆい、1989年7月19日 - ）は、滋賀県出身の女優、グラビアアイドル。元エムズワールド所属。

## 人物・来歴
- 2008年、女優をめざして自らオーディションに応募、滋賀県から上京[1]。
- 2011年6月4日、自身のブログにて所属事務所を退所することを発表。今後の芸能活動は未定[2]。
- 実家が滋賀県で家庭料理の店を経営している[3]。
- 滋賀県の実家に「陸（りく）」という名前の犬（トイ・プードル）を飼っており、普段は会えない愛犬への想いをつづったコメントが頻繁にブログに登場する。
- 本人曰く「普段はめちゃめちゃ関西弁」、
- タレント活動と並行して事務所の先輩・多田あさみプロデュースのメイドカフェ&バー『PIPPI』でメイド長として働いていた。また、多田は1st.DVD『My Girl』のプロデュースも手がけている[4]。

## 出演

### 映画
- 女神戦隊ヴィーナスファイブ（2009年、M'sワールド） - メイド・岡本早苗 役
- 逢えてよかった（2010年、M'sワールド） - 片瀬真由美 役

### TV
- 中居正広の金曜日のスマたちへ - 「赤」

### 舞台
- 那須ノ物語―殺生石異聞―（2009年2月9 - 15日、築地本願寺ブディストホール）
- TSUCHI‐GUMO 黄昏の血族、暁の王（2010年3月4 - 7日、築地本願寺ブディストホール） - 藤原彰子 役

### Web
- 連続ドラマ「美人探偵物語 雨宮沙希」（2009年、ムービーフル） - アイドル役

## リリース作品

### DVD
| # | タイトル                                      | 発売日         | 販売元                     | 備考                                                                      |
| - | --------------------------------------------- | -------------- | -------------------------- | ------------------------------------------------------------------------- |
| 1 | My Girl                                       | 2010年5月20日  | ラインコミュニケーションズ | 単体作品                                                                  |
| 2 | みるふぃ〜ゆ                                  | 2010年8月27日  | グラッソ                   | 単体作品                                                                  |
| 3 | My Girl 2                                     | 2010年11月20日 | ラインコミュニケーションズ | 単体作品                                                                  |
|   | 「My Girl」 スペシャルオムニバス              | 2011年1月20日  | ラインコミュニケーションズ | 8人オムニバス。                                                           |
|   | 「My Girl」 黒川結衣&小出真衣 SPECIAL DVD SET | 2011年3月20日  | ラインコミュニケーションズ | 5枚組。コラボ撮り下ろし1本＋ 過去作品4本（双方の「My Girl」「My Girl2」） |